# Miriàpodes
Els miriàpodes (Myriapoda, del grec míria, 'deu mil', i podos, 'peu') són un subembrancament d'artròpodes similars als insectes en alguns aspectes, però amb força caràcters que els diferencien d'aquests. Els miriàpodes comprèn quatre classes de mandibulats terrestres, els quilòpodes (centpeus i afins), els diplòpodes (milpeus i afins), els pauròpodes i els símfils, i quasi 12.000 espècies.

Tots tenen en comú un cos format per un cap i un llarg tronc amb molts segments. El cos és més o menys llarg, i té multitud de parells de potes similars quant a forma i funció (Eumillipes persephone, un milpeus d'Austràlia ostenta el rècord, amb 653 parells de potes). A la classe Chilopoda, el parell de potes més proper al capdavant està modificat i fa les funcions d'agullons inoculadors de verí.
Els quatre grups també presenten diferències marcades en aspectes com l'alimentació, per exemple, donant-se el cas d'espècies predadores (classe Chilopoda) i altres d'hàbits detritívors (classe Diplopoda).
Durant el Carbonífer Superior fins al Pèrmic van existir miriàpodes de més d'1 metre de longitud, com per exemple Arthropleura.

## Característiques

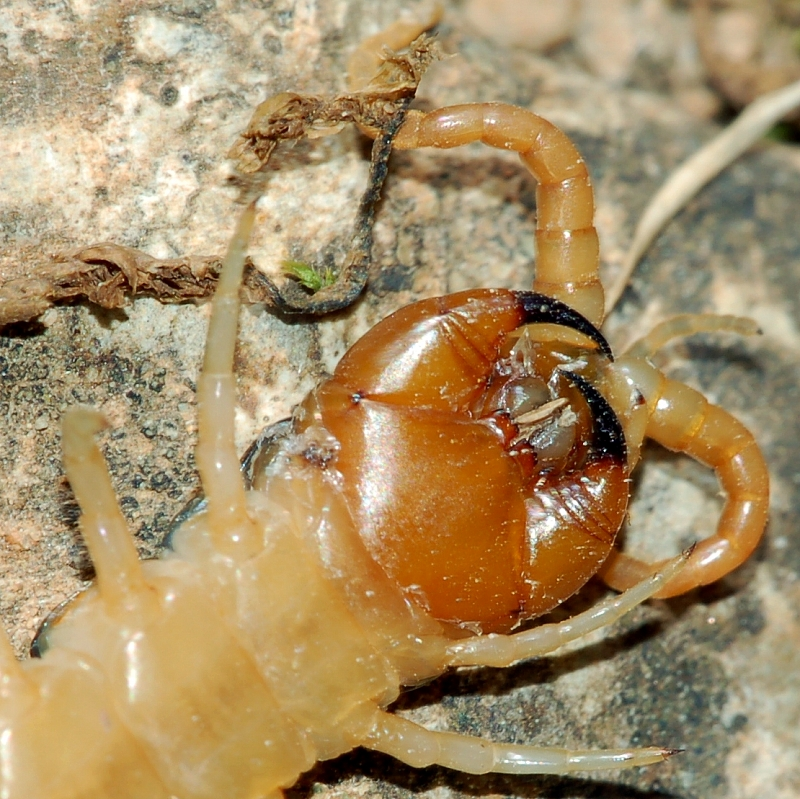
Forcípules de Scolopendra cingulata

La cutícula presenta diferents graus d'esclerotització i calcificació, i és més o menys impermeable, però no té la capa cèria típica dels insectes, de manera que queden més o menys exposats a la dessecació, cosa que eviten refugiant-se en llocs humits i frescos.
El cap porta les antenes, en la base de les quals s'obren els porus dels òrgans de Tömösvary, òrgans sensorials de funció desconeguda. Els ulls són simples, sense verdaders ommatidis, encara que en alguns grups (com els escutigeromorfs) se n'agrupen centenars i formen un fals ull compost. Les peces bucals tenen una estructura bàsica similar a la dels insectes (mandíbules, primer parell de maxil·les i segon parell de maxil·les). Les mandíbules són presents en tots els grups de miriàpodes; el primer i segon parell de maxil·les sofreix diverses modificacions en els diferents grups:
- Diplòpodes i Pauròpodes. Amb mandíbules; primer parell de maxil·les fusionades originant un gantoquilari; segon parell de maxil·les absent.
- Quilòpodes. Amb mandíbules, primer i segon parell de maxil·les fusionats. Primer parell de potes modificat en grans ungles (forcípules) associades a una glàndula verinosa, que usen per capturar les preses i per tant, actuen com a peces bucals addicionals.
- Símfils. Amb mandíbules, primer parell de maxil·les separat i segon parell de maxil·les fusionat formant un llavi.

L'aparell circulatori està format per un cor tubular dorsal que bomba cap al cap l'hemolimfa a través de l'aorta. L'intercanvi de gasos es realitza gràcies a un sistema de tràquees i espiracles anàleg al dels hexàpodes. Tenen un o dos parells de tubs de Malpighi derivats del proctodeu (ectodèrmics), amb funció excretora.

## Biologia i ecologia

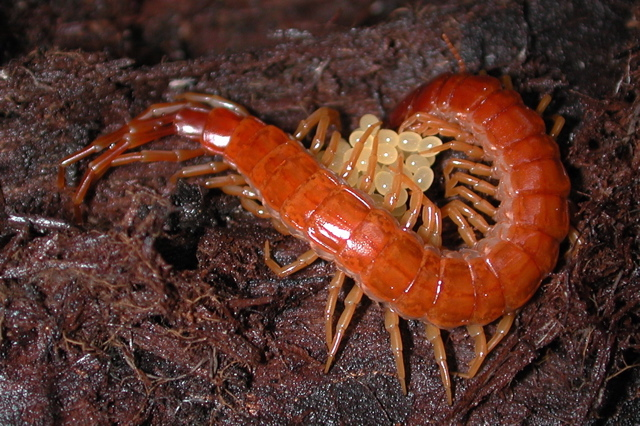
Quilòpode cuidant la posta.

Els miriàpodes són dioics (sexes separats) i ovípars, tot i que hi ha casos de partenogènesi entre els diplòpodes, quilòpodes i símfils. La inseminació és en molts casos indirecta; els mascles dipositen els espermatòfors a prop de la femella, que els recull i emmagatzema al cos.
La majoria dels miriàpodes fugen de la llum i higròfils (busquen la humitat). Per això, molts són nocturns i es refugien durant el dia sota pedres, entre la fullaraca, en troncs en descomposició, entre la molsa, etc. Els quilòpodes són depredadors agressius i actius; la resta són principalment herbívors, i molts són detritívors.
S'ha descobert que alguns miriàpodes es desplacen mitjançant locomoció rotativa.
Els miriàpodes són més abundants als boscos humits, on tenen un paper important en la descomposició del material vegetal en descomposició, tot i que alguns viuen en praderies, hàbitats semiàrids o fins i tot deserts. Un percentatge molt petit d'espècies són litorals (es troben al llarg de la vora del mar). La majoria són detritívors, excepte els centpeus, que són principalment depredadors nocturns.
Algunes espècies de centpeus i milpeus són capaces de produir llum i, per tant, són bioluminescents. Els pauròpodes i els símfils són animals petits, de vegades microscòpics, que s'assemblen superficialment als centpeus i viuen al sòl. Els milpeus es diferencien dels altres grups perquè tenen els segments del cos fusionats en parells, fent l'efecte que cada segment té dos parells de potes, mentre que els altres tres grups només tenen un parell de potes per segment.
Tot i que generalment no es consideren perillosos per als humans, molts milpeus produeixen secrecions nocives (que sovint contenen benzoquinones) que, en casos rars, poden causar butllofes temporals i decoloració de la pell. Tanmateix, els centpeus grans poden mossegar els humans i, encara que la picada pot causar dolor i molèsties intenses, les morts són extremadament rares.

## Filogènesi
Tradicionalment els miriàpodes han estat considerats parents propers dels insectes (hexàpodes), i junts formen el subembrancament Uniramia, dins del qual els miriàpodes són tractats com una superclasse. La seva condició va ser qüestionada per alguns zoòlegs (p. ex. Barnes, 1968), i en particular va ser considerat probable que fossin un grup parafilètic. Tanmateix, estudis genètics donen suport a la seva condició monofilètica, i suggereixen que poden no ser parents tan propers dels hexàpodes.
La pràctica totalitat de les anàlisis morfològiques coincideixen en donar suport a la monofília d'Atelocerta, amb el que els miriàpodes serien el grup germà dels insectes (cladograma A). Altres autors consideren als miriàpodes més allunyats dels insectes, i aquests emparentats directament amb els crustacis, amb el que formarien el clade Pancrustacea (vegeu Arthropoda per a més detalls i referències) (cladograma B):
|             | Crustacea                                              |
|             |                                                        |
| Atelocerata | \| \| Myriapoda \| \| \| \| \| \| Hexapoda \| \| \| \| |
|             | \| \| Myriapoda \| \| \| \| \| \| Hexapoda \| \| \| \| |
|             | Myriapoda                                              |
|             |                                                        |
|             | Hexapoda                                               |
|             |                                                        |

|  | Myriapoda |
|  |           |
|  | Hexapoda  |
|  |           |

|             | Crustacea                                              |
|             |                                                        |
| Atelocerata | \| \| Myriapoda \| \| \| \| \| \| Hexapoda \| \| \| \| |
|             | \| \| Myriapoda \| \| \| \| \| \| Hexapoda \| \| \| \| |
|             | Myriapoda                                              |
|             |                                                        |
|             | Hexapoda                                               |
|             |                                                        |

|  | Myriapoda |
|  |           |
|  | Hexapoda  |
|  |           |

|             | Crustacea                                              |
|             |                                                        |
| Atelocerata | \| \| Myriapoda \| \| \| \| \| \| Hexapoda \| \| \| \| |
|             | \| \| Myriapoda \| \| \| \| \| \| Hexapoda \| \| \| \| |
|             | Myriapoda                                              |
|             |                                                        |
|             | Hexapoda                                               |
|             |                                                        |

|  | Myriapoda |
|  |           |
|  | Hexapoda  |
|  |           |

|             | Crustacea                                              |
|             |                                                        |
| Atelocerata | \| \| Myriapoda \| \| \| \| \| \| Hexapoda \| \| \| \| |
|             | \| \| Myriapoda \| \| \| \| \| \| Hexapoda \| \| \| \| |
|             | Myriapoda                                              |
|             |                                                        |
|             | Hexapoda                                               |
|             |                                                        |

|  | Myriapoda |
|  |           |
|  | Hexapoda  |
|  |           |

|              | Myriapoda                                              |
|              |                                                        |
| Pancrustacea | \| \| Crustacea \| \| \| \| \| \| Hexapoda \| \| \| \| |
|              | \| \| Crustacea \| \| \| \| \| \| Hexapoda \| \| \| \| |
|              | Crustacea                                              |
|              |                                                        |
|              | Hexapoda                                               |
|              |                                                        |

|  | Crustacea |
|  |           |
|  | Hexapoda  |
|  |           |

|              | Myriapoda                                              |
|              |                                                        |
| Pancrustacea | \| \| Crustacea \| \| \| \| \| \| Hexapoda \| \| \| \| |
|              | \| \| Crustacea \| \| \| \| \| \| Hexapoda \| \| \| \| |
|              | Crustacea                                              |
|              |                                                        |
|              | Hexapoda                                               |
|              |                                                        |

|  | Crustacea |
|  |           |
|  | Hexapoda  |
|  |           |

|              | Myriapoda                                              |
|              |                                                        |
| Pancrustacea | \| \| Crustacea \| \| \| \| \| \| Hexapoda \| \| \| \| |
|              | \| \| Crustacea \| \| \| \| \| \| Hexapoda \| \| \| \| |
|              | Crustacea                                              |
|              |                                                        |
|              | Hexapoda                                               |
|              |                                                        |

|  | Crustacea |
|  |           |
|  | Hexapoda  |
|  |           |

|              | Myriapoda                                              |
|              |                                                        |
| Pancrustacea | \| \| Crustacea \| \| \| \| \| \| Hexapoda \| \| \| \| |
|              | \| \| Crustacea \| \| \| \| \| \| Hexapoda \| \| \| \| |
|              | Crustacea                                              |
|              |                                                        |
|              | Hexapoda                                               |
|              |                                                        |

|  | Crustacea |
|  |           |
|  | Hexapoda  |
|  |           |

### Filogènesi interna
Pel que fa a la seva filogènesi interna, les dades morfològiques donen suport a la parafília o la polifília dels miriàpodes respecte als hexàpodes (Wheeler, 1998, entre d'altres) (cladograma A). Les dades moleculars suggereixen, no obstant això, la monofília dels miriàpodes (Zrzavý i cols., entre d'altres) (cladograma B):
| ______ | Symphyla                                                                                  |
|        | Symphyla                                                                                  |
| ______ | \| ______ \| Diplopoda \| \| \| Diplopoda \| \| ______ \| Pauropoda \| \| \| Pauropoda \| |
|        | \| ______ \| Diplopoda \| \| \| Diplopoda \| \| ______ \| Pauropoda \| \| \| Pauropoda \| |
| ______ | Diplopoda                                                                                 |
|        | Diplopoda                                                                                 |
| ______ | Pauropoda                                                                                 |
|        | Pauropoda                                                                                 |

| ______ | Diplopoda |
|        | Diplopoda |
| ______ | Pauropoda |
|        | Pauropoda |

| ______ | Symphyla                                                                                  |
|        | Symphyla                                                                                  |
| ______ | \| ______ \| Diplopoda \| \| \| Diplopoda \| \| ______ \| Pauropoda \| \| \| Pauropoda \| |
|        | \| ______ \| Diplopoda \| \| \| Diplopoda \| \| ______ \| Pauropoda \| \| \| Pauropoda \| |
| ______ | Diplopoda                                                                                 |
|        | Diplopoda                                                                                 |
| ______ | Pauropoda                                                                                 |
|        | Pauropoda                                                                                 |

| ______ | Diplopoda |
|        | Diplopoda |
| ______ | Pauropoda |
|        | Pauropoda |

| ______ | Symphyla                                                                                  |
|        | Symphyla                                                                                  |
| ______ | \| ______ \| Diplopoda \| \| \| Diplopoda \| \| ______ \| Pauropoda \| \| \| Pauropoda \| |
|        | \| ______ \| Diplopoda \| \| \| Diplopoda \| \| ______ \| Pauropoda \| \| \| Pauropoda \| |
| ______ | Diplopoda                                                                                 |
|        | Diplopoda                                                                                 |
| ______ | Pauropoda                                                                                 |
|        | Pauropoda                                                                                 |

| ______ | Diplopoda |
|        | Diplopoda |
| ______ | Pauropoda |
|        | Pauropoda |

| ______ | Symphyla                                                                                  |
|        | Symphyla                                                                                  |
| ______ | \| ______ \| Diplopoda \| \| \| Diplopoda \| \| ______ \| Pauropoda \| \| \| Pauropoda \| |
|        | \| ______ \| Diplopoda \| \| \| Diplopoda \| \| ______ \| Pauropoda \| \| \| Pauropoda \| |
| ______ | Diplopoda                                                                                 |
|        | Diplopoda                                                                                 |
| ______ | Pauropoda                                                                                 |
|        | Pauropoda                                                                                 |

| ______ | Diplopoda |
|        | Diplopoda |
| ______ | Pauropoda |
|        | Pauropoda |

| ______ | Symphyla                                                                                  |
|        | Symphyla                                                                                  |
| ______ | \| ______ \| Diplopoda \| \| \| Diplopoda \| \| ______ \| Pauropoda \| \| \| Pauropoda \| |
|        | \| ______ \| Diplopoda \| \| \| Diplopoda \| \| ______ \| Pauropoda \| \| \| Pauropoda \| |
| ______ | Diplopoda                                                                                 |
|        | Diplopoda                                                                                 |
| ______ | Pauropoda                                                                                 |
|        | Pauropoda                                                                                 |

| ______ | Diplopoda |
|        | Diplopoda |
| ______ | Pauropoda |
|        | Pauropoda |

| ______ | Symphyla                                                                                  |
|        | Symphyla                                                                                  |
| ______ | \| ______ \| Diplopoda \| \| \| Diplopoda \| \| ______ \| Pauropoda \| \| \| Pauropoda \| |
|        | \| ______ \| Diplopoda \| \| \| Diplopoda \| \| ______ \| Pauropoda \| \| \| Pauropoda \| |
| ______ | Diplopoda                                                                                 |
|        | Diplopoda                                                                                 |
| ______ | Pauropoda                                                                                 |
|        | Pauropoda                                                                                 |

| ______ | Diplopoda |
|        | Diplopoda |
| ______ | Pauropoda |
|        | Pauropoda |

| ______ | Symphyla                                                                                  |
|        | Symphyla                                                                                  |
| ______ | \| ______ \| Diplopoda \| \| \| Diplopoda \| \| ______ \| Pauropoda \| \| \| Pauropoda \| |
|        | \| ______ \| Diplopoda \| \| \| Diplopoda \| \| ______ \| Pauropoda \| \| \| Pauropoda \| |
| ______ | Diplopoda                                                                                 |
|        | Diplopoda                                                                                 |
| ______ | Pauropoda                                                                                 |
|        | Pauropoda                                                                                 |

| ______ | Diplopoda |
|        | Diplopoda |
| ______ | Pauropoda |
|        | Pauropoda |

| ______ | Symphyla                                                                                  |
|        | Symphyla                                                                                  |
| ______ | \| ______ \| Diplopoda \| \| \| Diplopoda \| \| ______ \| Pauropoda \| \| \| Pauropoda \| |
|        | \| ______ \| Diplopoda \| \| \| Diplopoda \| \| ______ \| Pauropoda \| \| \| Pauropoda \| |
| ______ | Diplopoda                                                                                 |
|        | Diplopoda                                                                                 |
| ______ | Pauropoda                                                                                 |
|        | Pauropoda                                                                                 |

| ______ | Diplopoda |
|        | Diplopoda |
| ______ | Pauropoda |
|        | Pauropoda |

| ______ | Symphyla                                                                                  |
|        | Symphyla                                                                                  |
| ______ | \| ______ \| Diplopoda \| \| \| Diplopoda \| \| ______ \| Pauropoda \| \| \| Pauropoda \| |
|        | \| ______ \| Diplopoda \| \| \| Diplopoda \| \| ______ \| Pauropoda \| \| \| Pauropoda \| |
| ______ | Diplopoda                                                                                 |
|        | Diplopoda                                                                                 |
| ______ | Pauropoda                                                                                 |
|        | Pauropoda                                                                                 |

| ______ | Diplopoda |
|        | Diplopoda |
| ______ | Pauropoda |
|        | Pauropoda |

| ______ | Symphyla                                                                                  |
|        | Symphyla                                                                                  |
| ______ | \| ______ \| Diplopoda \| \| \| Diplopoda \| \| ______ \| Pauropoda \| \| \| Pauropoda \| |
|        | \| ______ \| Diplopoda \| \| \| Diplopoda \| \| ______ \| Pauropoda \| \| \| Pauropoda \| |
| ______ | Diplopoda                                                                                 |
|        | Diplopoda                                                                                 |
| ______ | Pauropoda                                                                                 |
|        | Pauropoda                                                                                 |

| ______ | Diplopoda |
|        | Diplopoda |
| ______ | Pauropoda |
|        | Pauropoda |

| ______ | Symphyla                                                                                  |
|        | Symphyla                                                                                  |
| ______ | \| ______ \| Diplopoda \| \| \| Diplopoda \| \| ______ \| Pauropoda \| \| \| Pauropoda \| |
|        | \| ______ \| Diplopoda \| \| \| Diplopoda \| \| ______ \| Pauropoda \| \| \| Pauropoda \| |
| ______ | Diplopoda                                                                                 |
|        | Diplopoda                                                                                 |
| ______ | Pauropoda                                                                                 |
|        | Pauropoda                                                                                 |

| ______ | Diplopoda |
|        | Diplopoda |
| ______ | Pauropoda |
|        | Pauropoda |

| ______ | Symphyla                                                                                  |
|        | Symphyla                                                                                  |
| ______ | \| ______ \| Diplopoda \| \| \| Diplopoda \| \| ______ \| Pauropoda \| \| \| Pauropoda \| |
|        | \| ______ \| Diplopoda \| \| \| Diplopoda \| \| ______ \| Pauropoda \| \| \| Pauropoda \| |
| ______ | Diplopoda                                                                                 |
|        | Diplopoda                                                                                 |
| ______ | Pauropoda                                                                                 |
|        | Pauropoda                                                                                 |

| ______ | Diplopoda |
|        | Diplopoda |
| ______ | Pauropoda |
|        | Pauropoda |

| ______ | Symphyla                                                                                  |
|        | Symphyla                                                                                  |
| ______ | \| ______ \| Diplopoda \| \| \| Diplopoda \| \| ______ \| Pauropoda \| \| \| Pauropoda \| |
|        | \| ______ \| Diplopoda \| \| \| Diplopoda \| \| ______ \| Pauropoda \| \| \| Pauropoda \| |
| ______ | Diplopoda                                                                                 |
|        | Diplopoda                                                                                 |
| ______ | Pauropoda                                                                                 |
|        | Pauropoda                                                                                 |

| ______ | Diplopoda |
|        | Diplopoda |
| ______ | Pauropoda |
|        | Pauropoda |

| ______ | Symphyla                                                                                  |
|        | Symphyla                                                                                  |
| ______ | \| ______ \| Diplopoda \| \| \| Diplopoda \| \| ______ \| Pauropoda \| \| \| Pauropoda \| |
|        | \| ______ \| Diplopoda \| \| \| Diplopoda \| \| ______ \| Pauropoda \| \| \| Pauropoda \| |
| ______ | Diplopoda                                                                                 |
|        | Diplopoda                                                                                 |
| ______ | Pauropoda                                                                                 |
|        | Pauropoda                                                                                 |

| ______ | Diplopoda |
|        | Diplopoda |
| ______ | Pauropoda |
|        | Pauropoda |

| ______ | Symphyla                                                                                  |
|        | Symphyla                                                                                  |
| ______ | \| ______ \| Diplopoda \| \| \| Diplopoda \| \| ______ \| Pauropoda \| \| \| Pauropoda \| |
|        | \| ______ \| Diplopoda \| \| \| Diplopoda \| \| ______ \| Pauropoda \| \| \| Pauropoda \| |
| ______ | Diplopoda                                                                                 |
|        | Diplopoda                                                                                 |
| ______ | Pauropoda                                                                                 |
|        | Pauropoda                                                                                 |

| ______ | Diplopoda |
|        | Diplopoda |
| ______ | Pauropoda |
|        | Pauropoda |

| ______ | Symphyla                                                                                  |
|        | Symphyla                                                                                  |
| ______ | \| ______ \| Diplopoda \| \| \| Diplopoda \| \| ______ \| Pauropoda \| \| \| Pauropoda \| |
|        | \| ______ \| Diplopoda \| \| \| Diplopoda \| \| ______ \| Pauropoda \| \| \| Pauropoda \| |
| ______ | Diplopoda                                                                                 |
|        | Diplopoda                                                                                 |
| ______ | Pauropoda                                                                                 |
|        | Pauropoda                                                                                 |

| ______ | Diplopoda |
|        | Diplopoda |
| ______ | Pauropoda |
|        | Pauropoda |

| ______ | Symphyla                                                                 |
|        | Symphyla                                                                 |
| ______ | \| ______ \| Diplopoda \| \| \| Diplopoda \| \| \| Pauropoda \| \| \| \| |
|        | \| ______ \| Diplopoda \| \| \| Diplopoda \| \| \| Pauropoda \| \| \| \| |
| ______ | Diplopoda                                                                |
|        | Diplopoda                                                                |
|        | Pauropoda                                                                |
|        |                                                                          |

| ______ | Diplopoda |
|        | Diplopoda |
|        | Pauropoda |
|        |           |

| ______ | Symphyla                                                                 |
|        | Symphyla                                                                 |
| ______ | \| ______ \| Diplopoda \| \| \| Diplopoda \| \| \| Pauropoda \| \| \| \| |
|        | \| ______ \| Diplopoda \| \| \| Diplopoda \| \| \| Pauropoda \| \| \| \| |
| ______ | Diplopoda                                                                |
|        | Diplopoda                                                                |
|        | Pauropoda                                                                |
|        |                                                                          |

| ______ | Diplopoda |
|        | Diplopoda |
|        | Pauropoda |
|        |           |

| ______ | Symphyla                                                                 |
|        | Symphyla                                                                 |
| ______ | \| ______ \| Diplopoda \| \| \| Diplopoda \| \| \| Pauropoda \| \| \| \| |
|        | \| ______ \| Diplopoda \| \| \| Diplopoda \| \| \| Pauropoda \| \| \| \| |
| ______ | Diplopoda                                                                |
|        | Diplopoda                                                                |
|        | Pauropoda                                                                |
|        |                                                                          |

| ______ | Diplopoda |
|        | Diplopoda |
|        | Pauropoda |
|        |           |

| ______ | Symphyla                                                                 |
|        | Symphyla                                                                 |
| ______ | \| ______ \| Diplopoda \| \| \| Diplopoda \| \| \| Pauropoda \| \| \| \| |
|        | \| ______ \| Diplopoda \| \| \| Diplopoda \| \| \| Pauropoda \| \| \| \| |
| ______ | Diplopoda                                                                |
|        | Diplopoda                                                                |
|        | Pauropoda                                                                |
|        |                                                                          |

| ______ | Diplopoda |
|        | Diplopoda |
|        | Pauropoda |
|        |           |

| ______ | Symphyla                                                                 |
|        | Symphyla                                                                 |
| ______ | \| ______ \| Diplopoda \| \| \| Diplopoda \| \| \| Pauropoda \| \| \| \| |
|        | \| ______ \| Diplopoda \| \| \| Diplopoda \| \| \| Pauropoda \| \| \| \| |
| ______ | Diplopoda                                                                |
|        | Diplopoda                                                                |
|        | Pauropoda                                                                |
|        |                                                                          |

| ______ | Diplopoda |
|        | Diplopoda |
|        | Pauropoda |
|        |           |

| ______ | Symphyla                                                                 |
|        | Symphyla                                                                 |
| ______ | \| ______ \| Diplopoda \| \| \| Diplopoda \| \| \| Pauropoda \| \| \| \| |
|        | \| ______ \| Diplopoda \| \| \| Diplopoda \| \| \| Pauropoda \| \| \| \| |
| ______ | Diplopoda                                                                |
|        | Diplopoda                                                                |
|        | Pauropoda                                                                |
|        |                                                                          |

| ______ | Diplopoda |
|        | Diplopoda |
|        | Pauropoda |
|        |           |

| ______ | Symphyla                                                                 |
|        | Symphyla                                                                 |
| ______ | \| ______ \| Diplopoda \| \| \| Diplopoda \| \| \| Pauropoda \| \| \| \| |
|        | \| ______ \| Diplopoda \| \| \| Diplopoda \| \| \| Pauropoda \| \| \| \| |
| ______ | Diplopoda                                                                |
|        | Diplopoda                                                                |
|        | Pauropoda                                                                |
|        |                                                                          |

| ______ | Diplopoda |
|        | Diplopoda |
|        | Pauropoda |
|        |           |

| ______ | Symphyla                                                                 |
|        | Symphyla                                                                 |
| ______ | \| ______ \| Diplopoda \| \| \| Diplopoda \| \| \| Pauropoda \| \| \| \| |
|        | \| ______ \| Diplopoda \| \| \| Diplopoda \| \| \| Pauropoda \| \| \| \| |
| ______ | Diplopoda                                                                |
|        | Diplopoda                                                                |
|        | Pauropoda                                                                |
|        |                                                                          |

| ______ | Diplopoda |
|        | Diplopoda |
|        | Pauropoda |
|        |           |

Al cladograma B (monofília dels miriàpodes) les relacions entre els diferents grups de miriàpodes no són clares, sobretot la posició dels símfils. S'han descrit diverses sinapomorfies que sostindrien el clade Myriapoda, sent la més acceptada l'arquitectura de l'endosquelet cefàlic.

### Centpeus

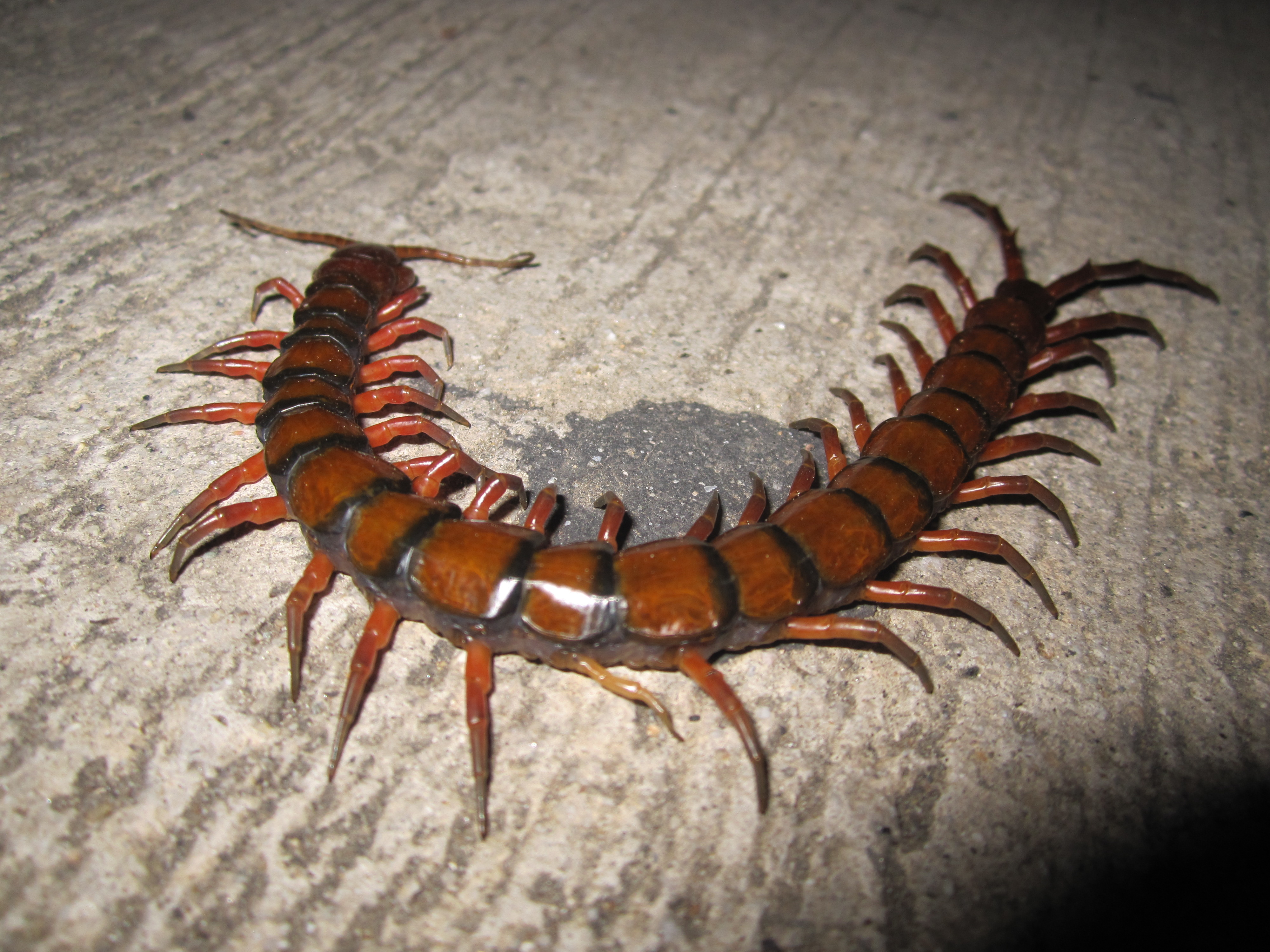
Un exemplar de Scolopendra gigantea. Aquesta espècie supera fàcilment els 20 cm de llargada

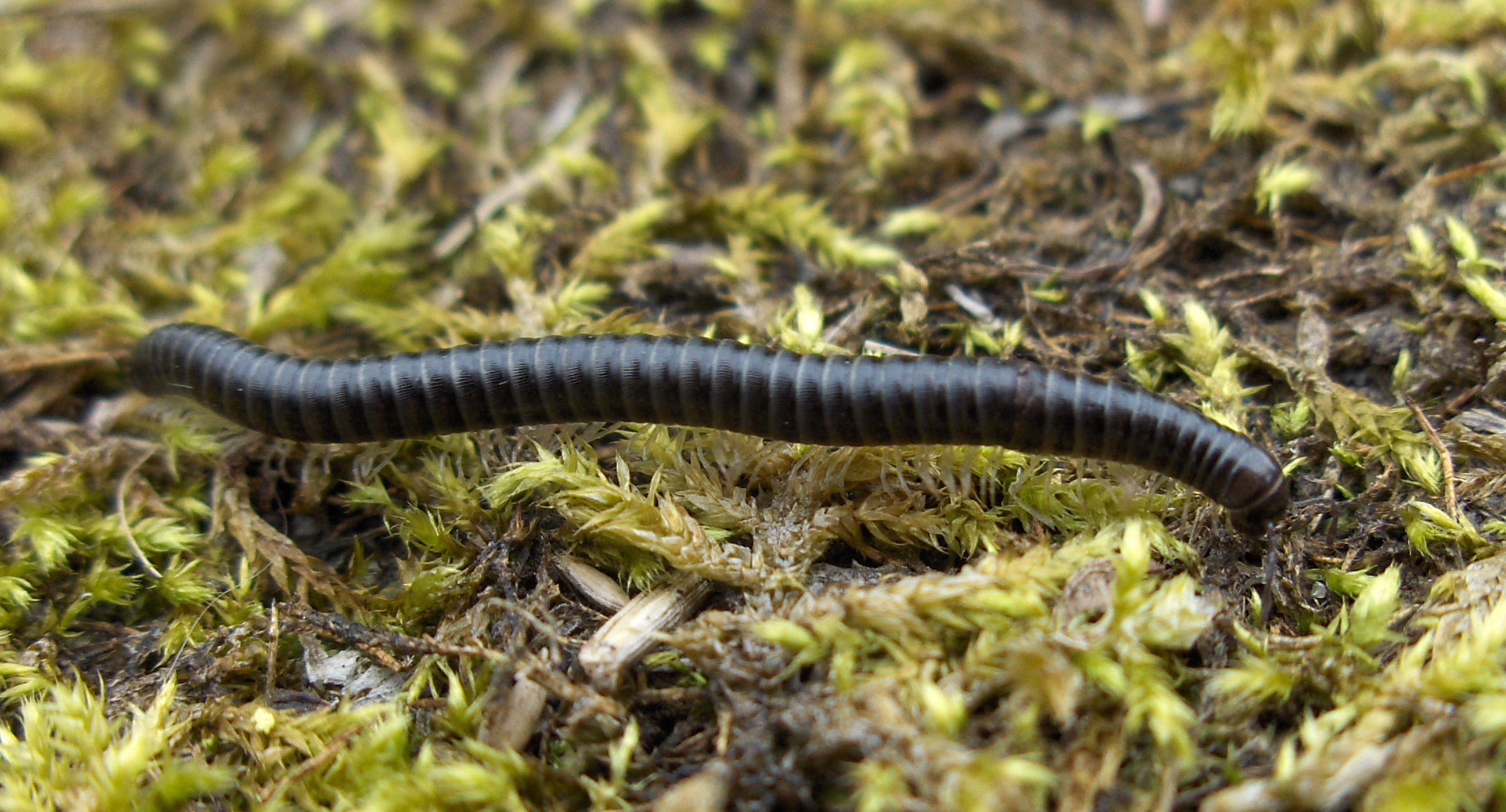
Tachypodoiulus niger, un milpeus.

Els Quilòpodes formen la classe Chilopoda. Són ràpids, depredadors i verinosos, i cacen principalment de nit. Hi ha unes 3300 espècies, que van des del diminut Nannarrup hoffmani (menys de 12 mm de longitud) fins al gegant Scolopendra gigantea, que pot superar els 30 cm de llarg.

### Milpeus
Els milpeus pertanyen a la classe Diplopoda. La majoria són més lents que els centípedes i s’alimenten de fullaraca i detrítus. Excepte el primer segment anomenat collum, que no té cap apèndix, i els tres segments següents, amb un sol parell de potes cadascun, es distingeixen per la fusió de cada parell de segment corporal en una sola unitat, fent l'efecte de tenir dos parells de potes per segment. També és comú que els esternits, pleurits i tergits es fusionin en anells d’armadura rígids. Els mascles produeixen espermatozoides aflagel·lats, a diferència de la resta de miriàpodes, que produeixen espermatozoides flagel·lats.
S'han descrit al voltant de 12000 espècies, que podrien representar menys d’una desena part de la diversitat mundial real de milpeus. Tot i que el nom "milpeus" és una paraula composta formada a partir de les arrels llatines millia ("mil") i pes (gen. pedis) ("peu"), els milpeus solen tenir entre 36 i 400 potes. Tanmateix, el 2021 es va descriure Eumillipes persephone, la primera espècie coneguda amb 1000 o més potes, amb un total de 1306.